# Storia della Giordania

La Bandiera della Giordania.

- 2300 a.C.-539 a.C. Periodo preistorico;
- 333 a.C. Alessandro Magno dopo la battaglia di Isso annette la Giordania tra i suoi possedimenti;
- 323 a.C. Morto Alessandro, il suo Impero è spartito tra i diadochi: la Giordania è annessa al Regno dei Tolomei;
- IV secolo a.C. I Nabatei sottomettono gli Edomiti e prendono il controllo dei preziosi flussi commerciali dall'Arabia e dall'India;
- 198 a.C. I Seleucidi conquistano parte della Giordania e la annettono alla Siria;
- 64-63 a.C. Gneo Pompeo conquista gran parte del Medio Oriente, Giordania compresa, che è annessa alla Siria;
- 101 d.C. Sotto l'imperatore Traiano i Romani ottengono il controllo totale della Giordania;
- 295 L'imperatore Diocleziano annette la Giordania alla Palestina;
- 395 L'imperatore Teodosio I divide l'Impero in due e annette la Giordania all'Impero romano d'Oriente;
- 629 Maometto sconfigge i Bizantini presso Karak;
- 710 Il califfo Walid fa costruire il Qasr al-Kharana, uno dei tre Castelli del deserto;
- 750-1071 La Giordania è governata da Abbasidi, Fatimidi e Selgiuchidi;
- 1099 I Crociati prendono Gerusalemme e parte della Giordania durante la Prima crociata;
- 1099-1291 La Giordania fa parte del Regno di Gerusalemme;
- XVI secolo-1918 Dominio ottomano;
- 1916-1918 Rivolta araba (Lawrence in Giordania);
- 1921 Il Governo britannico, responsabile dal 1919 del Medio Oriente con quello francese, divide Palestina e Giordania, assegnando quest'ultima all'emiro ʿAbd Allāh (il futuro re ʿAbd Allāh I di Giordania);
- 1946 La Giordania ottiene l'indipendenza dal Regno Unito con il nome di Transgiordania, ʿAbd Allāh ne diviene il primo re;
- 1948 Prima guerra contro Israele;
- 1951 Assassinio di ʿAbd Allāh I a Gerusalemme;
- 1952-1999 Regno di Husayn;
- 1955 La Giordania entra nell'ONU;
- 1961-1964 Mediante la collaborazione con gli USA la Giordania vive un periodo di benessere;
- 1965 Primi disagi e alterchi con i Palestinesi;
- 1967 Entrata in vigore della Costituzione, fine delle leggi marziali; Guerra dei sei giorni; perdita della Cisgiordania;
- 1970 Settembre nero in Giordania;
- 1973 Guerra del Kippur;
- 1980 Sfiorata la guerra con Siria e Persia;
- 1988 Rinuncia ad ogni pretesa sulla Cisgiordania;
- 1991 Fine del bando sull'attività dei partiti;
- 26 ottobre 1994 Dichiarazione di pace con Israele;
- 7 febbraio 1999 ʿAbd Allāh II eredita la corona del padre Husayn;
- 1999-oggi Regno di ʿAbd Allāh II;

La storia della Giordania è normalmente strutturata in quattro grandi periodi: il periodo preistorico, il periodo pre-islamico, il periodo islamico ed il periodo contemporaneo, che va dalla nascita ad oggi.
Tutta la storia di questa regione è stata influenzata dalla scarsa presenza di risorse idriche, dalla presenza di un vasto deserto, dalla vicinanza con il Mar Mediterraneo, dal commercio ed in tempi recenti dai conflitti con Israele, dalla Guerra in Iraq e dall'aumento del prezzo del petrolio.
Le fonti principali sulla storia di questo Paese sono alcuni libri della Bibbia, gli scritti di studiosi come Lawrence d'Arabia e solo in certi casi opere di autori greci e latini, soprattutto Diodoro Siculo e Strabone, che scrissero delle grandi ricchezze accumulate dai Nabatei con il commercio "delle spezie, degli incensi e dei profumi".

## Periodo Preistorico (30.000 a.C.-500 a.C.)

### Dal Paleolitico al Calcolitico
La posizione della Giordania, la ricchezza del fiume Giordano e la presenza di molte altre risorse hanno fatto sì che questa nazione fosse abitata sin dai tempi più antichi. I reperti archeologici (principalmente utensili da caccia) infatti dimostrano che già durante il Paleolitico l'Homo erectus era presente nella valle del Giordano. In quegli anni tanto remoti l'uomo cacciava animali di grandi dimensioni, soprattutto elefanti, o cervi, che all'epoca vivevano in gran numero nella valle del Giordano.
Gli studiosi recentemente hanno scoperto che l'Homo erectus giordano viveva principalmente presso i laghi anziché dentro le caverne. Degli abitanti delle caverne sono stati ritrovati gli scheletri nelle zone più desertiche del Paese.
L'Homo sapiens fece la sua comparsa nel Paleolitico superiore, vale a dire oltre ventimila anni fa. Egli usava utensili sempre più complessi, arrivando a cacciare anche i roditori. In questo periodo inoltre iniziò probabilmente il commercio - lo dimostrano le numerose conchiglie marine rinvenute - e l'uomo divenne sedentario.
Durante il Neolitico l'uomo seppe addomesticare i primi animali - tradizione vuole che il primo sia stato il cane - perfezionò l'arte del coltivare le piante per produrre cibo e scoprì la ceramica. Probabilmente la neonata economia si basava quasi interamente sull'allevamento delle capre e delle pecore, diffuso ancora oggi presso i beduini, mentre nelle più fertili zone vicine si stavano ponendo le basi per un maggiore sfruttamento dell'agricoltura.
Le maggiori innovazioni tuttavia risalgono all'Età del rame. La scoperta della fusione del metallo e l'invenzione del tornio per i vasai permise la nascita di un artigianato più fiorente e maturo. Con la nascita dei prodotti nacquero i primi mercanti, ma ci volle ancora tempo affinché il commercio si sviluppasse.
In questa epoca nascono i primi importanti insediamenti tra i quali spicca Pella, che, essendo priva di mura difensive, probabilmente non temeva minacce dall'esterno.

### Età del Bronzo (3300-1200 a.C.)

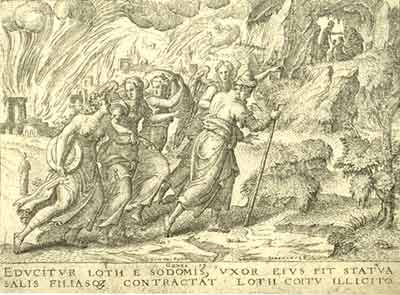
Per alcuni studiosi il racconto biblico della distruzione di Sodoma e Gomorra sarebbe collegato alle devastazioni degli Amorrei, una popolazione di nomadi arabi.

Mentre in Giordania si erano formate principalmente comunità pacifiche, in Egitto, in Mesopotamia e nell'Anatolia si stavano formando i primi grandi Stati. Così apparvero le prime mura per proteggere una popolazione sempre più numerosa e soprattutto per custodire le preziosissime risorse idriche.
Varie città della regione furono distrutte intorno al 2300 a.C. durante l'ascesa degli Amorrei, una popolazione proveniente dalla Penisola araba. Questo evento è stato collegato al racconto biblico della distruzione di Sodoma e Gomorra. Questo popolo fu profondamente influenzato dalla cultura egizia, da cui prese il culto dei morti, e da quella siriaca, più materiale. Ma come gli Egizi anche gli Amorriti furono sottomessi dagli Hyksos, una popolazione nomade che distrusse molte città tra le quali la più importante è Amman.
Il dominio degli Hyksos terminò nel XVI secolo a.C. Temendo nuove invasioni, gli Egizi decisero di intraprendere una serie di campagne militari in Siria ed in Giordania, mantenendo il potere sino al 1200 a.C. Il periodo di dominazione egizia fu piuttosto buio per la Giordania, che era continuamente oppressa da soldati mercenari assoldati dai funzionari del faraone.
Mentre gli Egizi combattevano gli Hittiti, popolazione che conosceva il ferro ed il cavallo, in Giordania andavano formandosi piccoli regni basati sulla pastorizia.

### Età del Ferro (1200-530 a.C.)

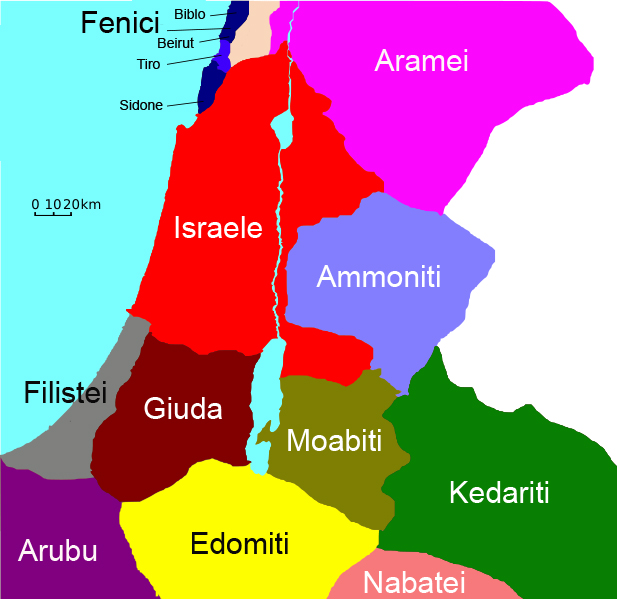
Dopo la battaglia di Qadeš, nella quale Hittiti ed Egizi si fronteggiarono, la Giordania fu suddivisa in quattro parti: al sud governavano gli Edomiti, al centro i Moabiti e in parte gli Israeliti, al nord gli Ammoniti.

Dopo che gli Hittiti ebbero sconfitto gli Egizi nella battaglia di Qadeš, nel sud di Israele e Giordania, Edom, uno dei tanti nomi biblici di Esaù, fondò il Regno degli Edomiti. Questo nuovo Stato comprendeva la maggior parte delle terre ad est del Mar Rosso, da Aqaba al deserto.
Gli Edomiti scelsero come loro capitale Sela (As-Sil), città poco lontana da Petra, e fondarono la loro economia sull'allevamento principalmente, puntando però anche sull'estrazione del rame dalle Miniere di Re Salomone.
Ad essi si contrapponeva il Regno di Moab, abitato dai Moabiti, un'antica popolazione semitica, e collocato nella zona centrale della Giordania, tra il Mar Morto e l'odierno Iraq. La loro era una terra fertile e di posizione strategica, in quanto vi passavano le prime carovane provenienti dall'India per vendere spezie, profumi e tessuti; nonostante ciò i Moabiti preferirono sviluppare un'economia impostata secondo il modello agricolo.
Parte della Giordania era stata occupata dagli Ebrei, che avevano conquistato la preziosa valle del fiume Giordano ed entrambe le sue sponde dalla foce al Mar Morto.
Nella Bibbia è scritto che Mosè, conducendo gli Israeliti verso la Terra Promessa, fu ostacolato dagli Edomiti. Guidati dal profeta, essi giunsero nella pianura di Moab, di fronte a Gerico, e da lì conquistarono Canaan nel XII secolo a.C.
A nord si erano stanziati gli Ammoniti, che avevano scacciato gli Amorrei facendo di Rabbath Ammon (Amman) la loro capitale.

#### Le conquiste degli Ebrei (1200-853 a.C.)

Il Regno di Davide verso il 1000 a.C. comprendeva anche parte della Giordania, ma fu Re Salomone a conquistare la maggior parte dei territori giordani

Verso il XII secolo a.C. circa, dei misteriosi Popoli del Mare giunsero in questa zona, indebolendo alcune grandi potenze dell'epoca e favorendo così la crescita di nuovi popoli. Facevano parte dei Popoli del mare i Filistei che, respinti dagli Egizi, si stanziarono a sud dell'attuale Stato d'Israele, indebolendo il piccolo Regno di Giuda. Essi si scontrarono più volte con gli Israeliti e, solo dopo le vittorie dei Re Saul e Davide, furono domati.
Sconfitti i Filistei, Davide volle ampliare i suoi possedimenti oltre il Giordano, entrando così in conflitto con i Moabiti, dei quali conquistò successivamente buona parte dei territori meridionali ed occidentali del loro Regno.
Morto Davide, Re Salomone continuò le sue campagne militari arrivando sino ad Aqaba, nell'estremo sud della Giordania.
Morto Salomone verso il 930 a.C., il suo regno si spaccò in due parti, il Nord e il Sud, e l'influenza ebraica sulla Giordania s'indebolì a tal punto che Mesha, re dei Moabiti, riconquistò i suoi possedimenti combattendo gli Israeliti del Nord nell'853 a.C.

#### Le conquiste degli Assiri e dei Babilonesi (800-537 a.C.)
Verso l'800 a.C. gli Assiri entrarono per la prima volta nella Transgiordania guidati dal loro re Adad Nirari. Essi conquistarono gran parte della Giordania e nel 733 a.C. i Regni degli Ammoniti, dei Moabiti e degli Edomiti che divennero province assire.
Fu questo un periodo di stabilità politica e di prosperità economica, specie per gli Edomiti, che continuavano a commerciare beni di lusso, soprattutto mirra e spezie.
Nel 612 a.C. il rinato Stato babilonese conquistò i possedimenti assiri e la loro capitale Ninive. Questo fu l'inizio di un periodo di crisi, specie per gli Ammoniti e per gli Israeliti che, dopo la distruzione del tempio di Salomone, furono deportati a Babilonia nel 607 a.C..
Nel 537 a.C. Ciro II di Persia, dopo aver conquistato Babilonia, permise ad Ebrei ed Ammoniti di ritornare nelle loro terre.

## Periodo pre-Islamico (539 a.C.-629)

### Le conquiste di Alessandro Magno (334 a.C.-323 a.C.)

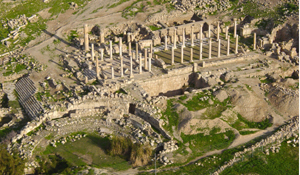
La presenza dei Greci in Giordania si riscontra soprattutto a Pella, che dal 310 a.C. all'80 a.C. fu una delle più importanti città del Vicino Oriente.

Alessandro Magno, nella spedizione contro l'Impero Persiano nel 334 a.C., sconfisse l'imperatore Dario III di Persia nella battaglia di Isso nel 333 a.C. completando la conquista della Persia nel 330 a.C. Il suo Impero si estendeva dalla Grecia all'odierno Iran, Giordania compresa che era stata presa agli inizi della sua campagna, nel 333, con la caduta di Amman, ribattezzata Philadelphia.
Nel 310 a.C. una sua delegazione giunse a Pella, così chiamata in onore della città natale di Alessandro, Pella di Grecia. La città rifiorì e divenne il centro ellenistico più potente della zona.

### Dalla morte di Alessandro ai Nabatei (323 a.C.-I secolo a.C.)

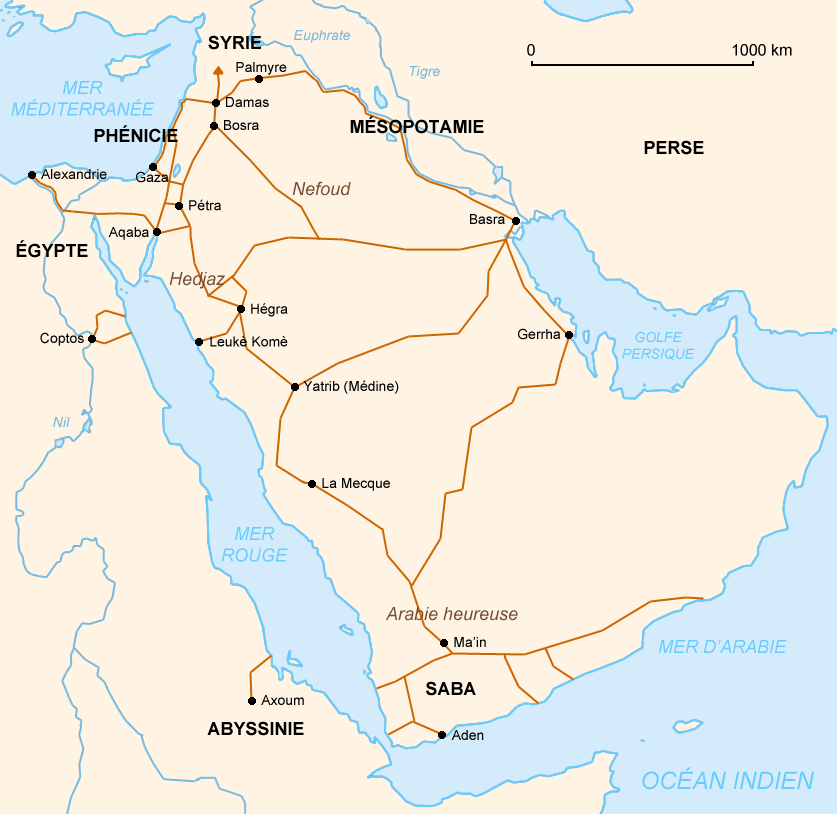
I Nabatei, stanziatisi in Giordania nel IV secolo a.C., controllavano le vie carovaniere provenienti da India e Arabia.

Alessandro morì nel 323 a.C. e il suo Impero fu spartito dai suoi generali e collaboratori più stretti (i diadochi). La Giordania fu annessa ai territori della dinastia tolemaica. In questo periodo fiorirono diverse città: Pella, principalmente, ma anche Philadelphia (Amman), Gadara e Gerasa (Jarash).
Nel 198 a.C. i Seleucidi, sovrani della Siria, dopo le campagne militari di Antioco II, sottrassero ai Tolomei la Giordania, che governarono in modo dispotico compiendo spesso massacri, come quello di Antioco IV a Gerusalemme, che alla fine proibì il culto ebraico. A lui si opposero i Maccabei, di dinastia ebraica, che, guidati da Giuda Maccabeo, nel 164 a.C. ristabilirono il culto ebraico e raggiunsero con Giovanni Ircano l'indipendenza di Israele. Parte della Giordania fu annessa al nuovo Stato.
Mentre gli Israeliti si ribellavano ai Seleucidi, i Nabatei, un popolo nomade proveniente dalla Penisola araba, che aveva sottomesso gli Edomiti nel IV secolo a.C., raggiungevano l'apice del loro potere e del proprio benessere economico, basato quasi interamente sul commercio. Già dai primi conflitti tra Tolomei e Seleucidi, i Nabatei si erano arroccati a Petra - dove crearono un efficientissimo sistema per la ripartizione del consumo dell'acqua -, strappandola agli Edomiti e facendone la loro capitale; avevano quindi preso il controllo delle rotte carovaniere provenienti dall'India e dalla Penisola araba. Il Regno dei Nabatei si estendeva dal deserto del Negev al Mar Rosso.

### La dominazione romana (63 a.C.-395)

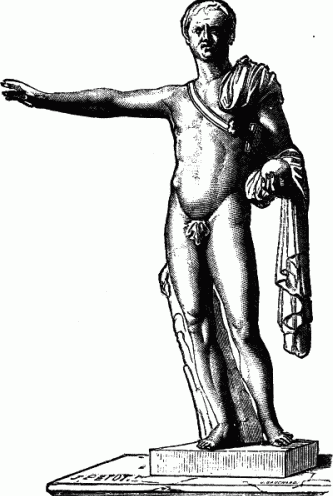
Pompeo guidò i Romani in Giordania, conquistando la regione nel 63 a.C.

Lo Stato fondato dai Maccabei stava andando in frantumi per le rivalità interne; il Senato romano, approfittando della sua debolezza, decise di inviare il suo generale Pompeo per portare nella regione la pax romana e controllare i ricchi traffici commerciali di merci preziose, provenienti da Arabia ed India, sempre più richieste dalla evoluta società romana.
Pompeo tra il 64 ed il 63 a.C. conquistò tutta la regione e fondò la provincia della Siria, alla quale fu annessa anche la Giordania.
Pompeo per poter esercitare meglio il potere su Siria e Giordania stabilì di fondare una lega (Decapoli) che comprendesse le dieci città ellenizzate più ricche della Giordania e della Siria: Damasco, Abila, Gadara - ribattezzata Capitolas -, Bayt Shan (Bayt Shan), Pella, Gerasa, Bosra - o Busra -, Kanatha (Kanawat), Hippum (Qasr al-Husn) e Philadelphia (Amman). Plinio il Vecchio e Claudio Tolomeo, rispettivamente nella Naturalis historia e nella Geografia, inseriscono nell'elenco anche altre città, ad esempio Saltus e Baalbek.
I Romani ebbero il totale controllo della regione a partire dal 101, quando era imperatore Traiano, poiché il Re Erode Agrippa II decise di lasciare i suoi possedimenti in eredità a Roma.
Per poter controllare i confini delle nuove regioni, i Romani decisero di costruire una lunga strada, la Via Nova Traiana, che andava da Petra al nord della Siria, protetta da fortificazioni come la fortezza del Walid, uno dei tre Castelli del deserto, interamente costruita in basalto. La strada fu voluta soprattutto per proteggere le carovane dei commercianti, soprattutto Nabatei, che godevano di una certa autonomia, e per tutelare l'integrità delle poche oasi nel territorio attraversato.
Nel 295 l'Imperatore Diocleziano volle annettere il sud della Giordania, Petra compresa, alla provincia di Palestina, la Palestina Tertia, ed ordinò la costruzione di altre infrastrutture: la più importante fu la Strata Diocletiana, che portava sino a Damasco. Fu questo però un periodo di crisi per i commerci, che ripresero solo molto tempo dopo, quando Aqaba (Ayla per i Romani) tornò a prosperare.

### Dalla divisione dell'Impero ai Bizantini (395-629)

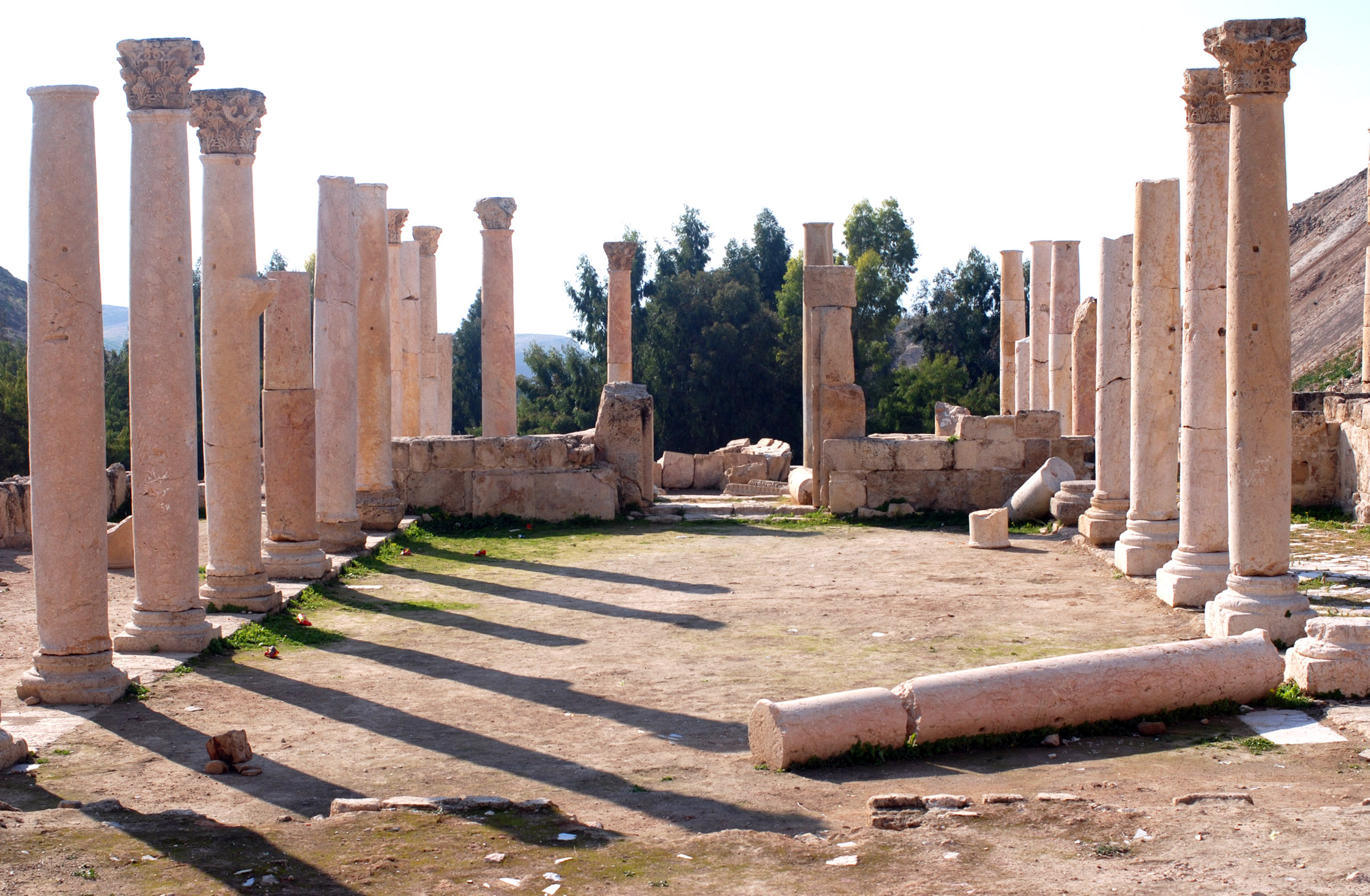
I Bizantini favorirono lo sviluppo del Cristianesimo specialmente nelle città come Madaba, ma questo sviluppo non ci fu nelle campagne, dove viveva la maggior parte della popolazione. Le ricche chiese bizantine sono ancora oggi visibili in molte città (questi nella foto sono i resti di una chiesa di Pella).

Nel 395 l'Imperatore Teodosio I divise l'Impero romano in due parti assegnando la Giordania all'Impero romano d'oriente (anche detto bizantino da Bisanzio, la capitale dell'Impero), che durò molto più a lungo rispetto all'Impero d'Occidente.
Il Cristianesimo, divenuto per volere dell'Imperatore Costantino la religione ufficiale dell'Impero, fu accolto favorevolmente soltanto nelle città e nella fertile zona della valle del Giordano, dove si dice che Gesù fosse stato battezzato da Giovanni Battista.
Nel VI secolo l'Imperatore d'Oriente Giustiniano I delegò il controllo della Giordania, della Palestina e della Siria ai Ghassanidi, arabi cristiani fedeli ai sovrani d'Oriente giunti nelle terre di Costantinopoli nel 250. Essi combatterono al fianco degli Imperatori d'Oriente contro i Sasanidi, che nel 613 conquistarono Damasco, la città principale dei Ghassanidi; gli invasori furono scacciati nel 628 dall'Imperatore Eraclio I, che ristabilì il suo potere anche sulla Giordania.
Mentre Giustiniano affidava queste terre ai Ghassanidi, a Madaba (o Medba) essi si facevano mecenati delle arti, favorendo la produzione dei celebri mosaici. 
Madaba, che era stata trascurata dai Romani, che avevano preferito investire su città come Pella, sotto i Bizantini fiorì, diventando la città dei mosaici. Il più celebre di essi, la Mappa di Terrasanta, fu realizzato probabilmente durante la salita al potere dei Ghassanidi.
I Bizantini diedero soprattutto un grande impulso alla costruzione di chiese, specialmente in Siria ed in Giordania, aumentando così le sedi vescovili - nel V secolo lo era persino Madaba - e favorendo così la crescita di potere del clero.

## Periodo islamico (629-XIX secolo)

### Il profeta Maometto (570-632)

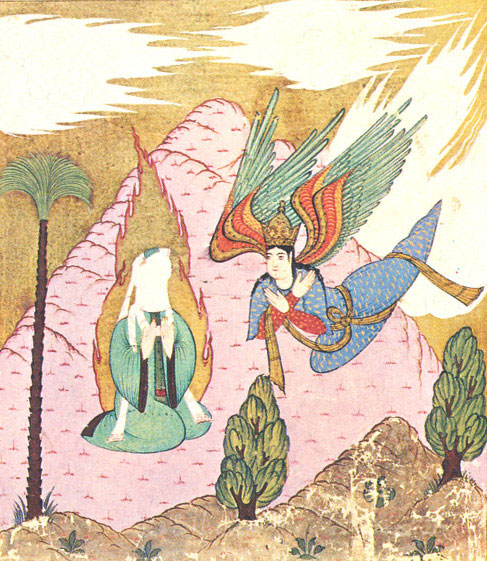
Maometto, il profeta della religione islamica, combatté i Bizantini presso Karak, li sconfisse e diede inizio alle conquiste islamiche nei possedimenti di Costantinopoli.

Maometto, il profeta della religione islamica, nacque alla Mecca nel 570 dove iniziò a predicare dal 610, anno della prima rivelazione. Mentre Eraclio I respingeva dalla Cappadocia gli invasori Sasanidi, Maometto, poiché la sua dottrina era invisa ai mercanti, era stato costretto a lasciare la sua città natale e a rifugiarsi nel 622 a Medina, nota oggi anche come città del Profeta. Qui i suoi seguaci crebbero così che il profeta poté formare un piccolo esercito, con il quale vinse la Battaglia di Uhud nel 626. Nel 630 entrò da conquistatore alla Mecca senza colpo ferire. Sino alla sua morte, avvenuta nel 632, continuò a predicare ed a convertire i popoli nomadi dell'Arabia all'Islam, divenuta una religione vera e propria.
Nel 628 i Bizantini, con la vittoria sulla Persia e la conseguente riconquista dei territori strappati loro da Cosroe II, sembrava avessero ripristinato i confini dell'Impero ma nel 629 Maometto, alla guida di un contingente di seguaci del mushlim, li sconfisse presso Karak, in Giordania, dando così inizio alle conquiste arabe dei possedimenti di Costantinopoli.

### Da Abu Bakr agli Omayyadi (632-661)
Morto Maometto, gli successe suo suocero Abū Bakr, che divenne il primo califfo. Egli guidò le tribù convertite da Maometto in una spedizione nella valle del Giordano nel 633, combattendo i Bizantini sino al 636, quando ʿUmar ibn al-Khaṭṭāb, il secondo califfo, li sconfisse sullo Yarmuk. Nel 638 ʿUmar conquistò Gerusalemme e nel 640 la Siria rafforzando così il suo potere sul Vicino Oriente, Giordania compresa, e respingendo definitivamente i Sasanidi, ormai avviati verso il declino.
Dopo la morte di ʿUmar nel 644, fu califfo fino al 656, quando vittima di una congiura fu assassinato, Uthman, che regnò su uno Stato esteso dalla Libia ai territori dei Sasanidi, sottomessi da ʿUmar.
A lui successe ʿAlī, che fu califfo sino al 661, quando fu ucciso dalla vendetta dei Kharigiti, che si erano ribellati.
La morte di ʿAlī è alla base della scissione tra sunniti e sciiti: infatti questi ultimi sostengono che ʿAlī, prima di morire, nominò suo successore suo figlio al-Hasan; all'epoca molti non lo credettero e si formarono due fazioni contrapposte per la nomina del quinto califfo. La Giordania si schierò con la maggioranza, chiamata sunnita, e dunque sostenne l'ascesa al trono di Muʿāwiya, primo califfo omayyade.

### Gli Omayyadi al potere (661-750)

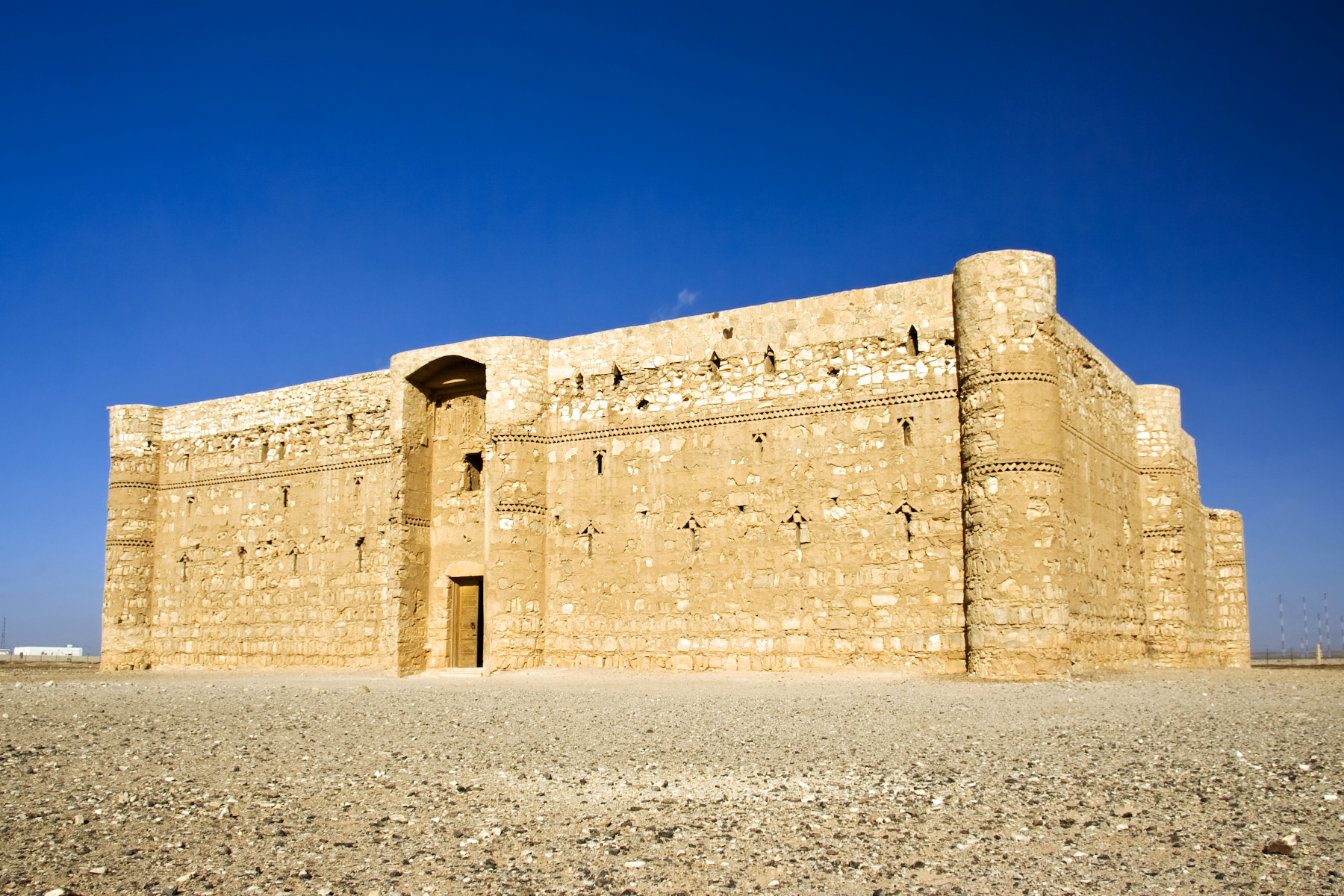
Il Qasr al-Kharana ("castello di Kharana") fu costruito per ordine del califfo omayyade al-Walid I, figlio di ʿAbd al-Malik, che voleva apparire come un principe del deserto agli occhi dei preziosi alleati beduini.

Muʿāwiya, califfo dal 661 al 680, aveva iniziato la sua ascesa al potere nel 656 quando, essendo stato ucciso il califfo ʿUthmān, suo parente, aveva cercato di ostacolare la nomina di ʿAlī al califfato chiedendo giustizia per l'omicidio del predecessore.
Quando ʿAlī morì, Muʿāwiya si fece acclamare califfo a Gerusalemme dai suoi sostenitori, tra i quali c'erano anche i Giordani. Salito al potere, spostò la capitale a Damasco e iniziò così per la Giordania un periodo molto fortunato.

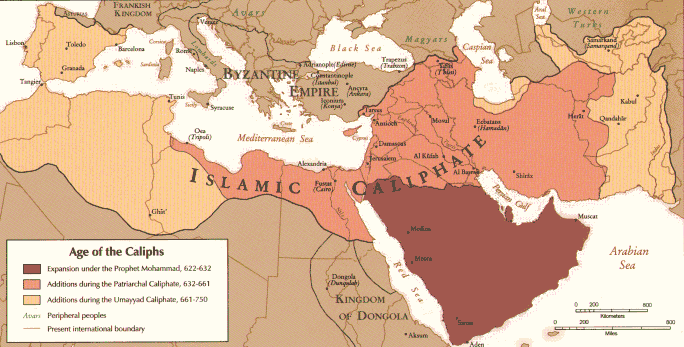
Gli Omayyadi regnavano su un territorio molto vasto, favorendo il commercio delle carovane, essendo stati essi stessi commercianti, per ottenere il sostegno dei potenti mercanti.

Nel 710 il califfo al-Walid, figlio di ʿAbd al-Malik fece costruire il Qasr al-Kharana ("castello di Harana"), uno dei tre Castelli del deserto, per avere un palazzo, più che un castello vero e proprio, lontano da Damasco dove poter ricevere i capi beduini, suoi preziosi alleati ai quali si presentava come un principe del deserto. Il palazzo sorgeva in una zona strategica, vicino al confine con i moderni Iraq e Siria, che all'epoca permetteva di controllare ogni carovana diretta a Damasco dall'Arabia, prevenendo in questo modo eventuali colpi di Stato.
Molti palazzi furono costruiti dagli Omayyadi nelle principali città giordane, ma quella che più godé di questo splendore fu Amman, così ribattezzata proprio dagli Omayyadi, che crebbe come estensione e come popolazione. Il merito maggiore della dinastia omayyade fu quello di aver fatto tornare a rifiorire il commercio ed il porto di ʿAqaba, costruendo infrastrutture o rimettendo in funzione e potenziando quelle già esistenti.
Nel 749 un violento terremoto minacciò di distruggere tutti i palazzi e le costruzioni omayyadi in Giordania mettendo fine al suo sviluppo civile e culturale.

### Dagli Abbasidi ai Selgiuchidi (750-1071)

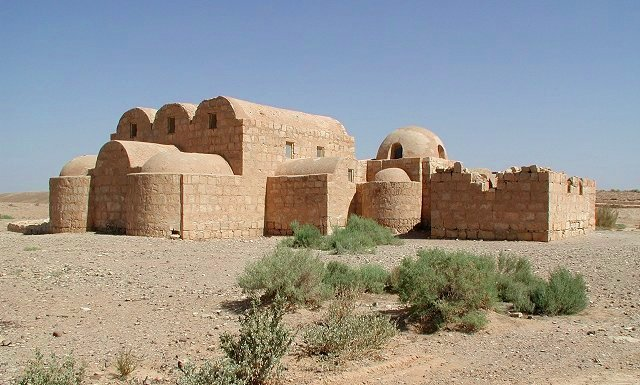
Gli Abbasidi, spodestati gli Omayyadi, spostarono la loro capitale da Damasco a Baghdad, dando così inizio ad un periodo di decadenza per Siria e Giordania. Anche i sontuosi palazzi, Castelli del deserto compresi, furono abbandonati (nello foto: il Qusayr ʿAmra)

Nel 750 gli Omayyadi furono deposti dalla seconda dinastia califfale della Storia islamica: gli Abbasidi che si trasferirono a Baghdad, abbandonando Damasco, per la quale iniziò un breve periodo di decadenza.
Temendo il grande potere dei mercanti, gli Abbasidi diedero forte impulso alla navigazione, favorendo i commerci marittimi e danneggiando pesantemente quelli carovanieri, che furono poi quasi abbandonati. Così vennero per la Giordania tempi molto duri, segnati dallo spopolamento delle città e delle campagne lungo il fiume Giordano.
Nel X secolo la Giordania passò sotto il controllo dei califfi fatimidi dell'Egitto, che essendo sciiti vollero imporre alla popolazione la loro dottrina perseguitando la maggioranza sunnita e le minoranze cristiane.
Nel 1071 i Fatimidi furono deposti dai turchi selgiuchidi, che avevano spodestato gli Abbasidi.

### Le Crociate (1095-1291)

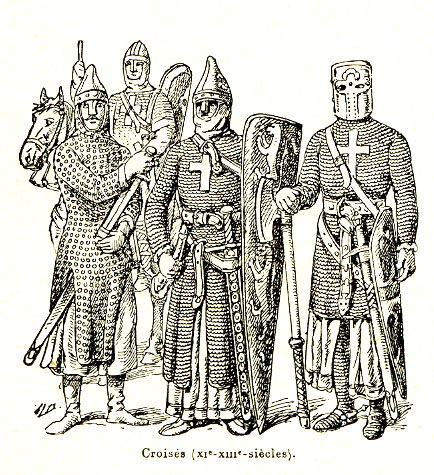
Le Crociate, volute da Papa Urbano II, portarono grandi benefici a molte città giordane come Saltus, che tornò a prosperare.

I Turchi Selgiuchidi avevano più volte tentato di conquistare l'Impero bizantino, ultimo Stato cristiano della regione. Papa Urbano II, temendo che essi potessero avere il controllo di tutto il Vicino Oriente, decise di promuovere una spedizione per "liberare" i luoghi santi della Palestina. Fu organizzata dunque la Prima crociata, che nel 1099 conquistò Gerusalemme. Nacque così il Regno Latino di Gerusalemme, che comprendeva Palestina e gran parte della Giordania, difesa da una linea di castelli fortificati.
I crociati, durante il regno di Re Folco, costruirono il castello di Karak, dando impulso allo sviluppo della città, ripresero il Castello del Walid, uno dei tre Castelli del deserto, e fecero progredire l'economia della città di Al-Salt, ribattezzata Saltus, nome già usato dai Romani. Le città così si ripopolarono e la via del commercio carovaniero parve riprendersi.
Nel 1171 Saladino, il grande condottiero musulmano, depose l'ultimo califfo fatimida, diventando sultano d'Egitto con Cairo come capitale. Animato dal desiderio di ridare ai suoi sudditi Gerusalemme e la Palestina, partì una seconda volta per combattere gli invasori, che sconfisse nel 1187 nella battaglia di Hattin presso il lago Tiberiade. Respinse dunque i crociati dal Vicino Oriente, ma gli ci volle un anno per poter prendere la fortezza di Karak, ben difesa dai suoi soldati che, nonostante fossero assediati, riuscivano a procurarsi acqua e viveri.

### Dalla morte di Saladino al dominio ottomano (1193-XIX secolo)

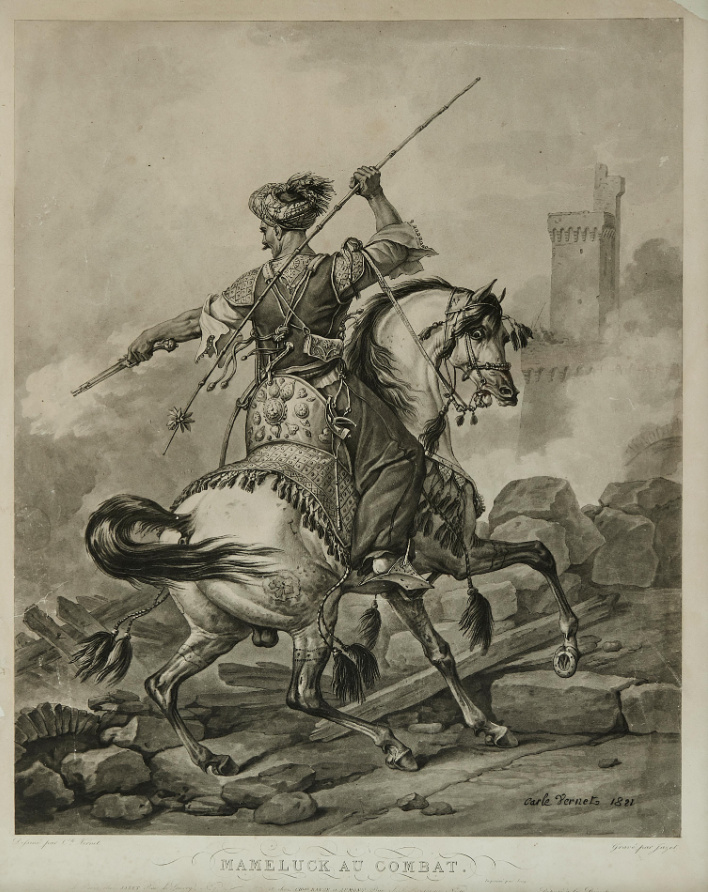
Morto Saladino, il suo sultanato si frammentò in tanti statarelli poi sottomessi dai Mamelucchi, la casta militare, a loro volta deposti dai Turchi ottomani

Saladino morì nel 1193, ma a differenza di tanti suoi predecessori divise il suo regno tra tutti i figli, affidando terre anche ai parenti più o meno stretti. Nacquero così tanti statarelli, sultanati di piccole dimensioni, in perenne lotta tra di loro. La Giordania fu spartita tra i tre figli.
Si formò una casta militare, i Mamelucchi, di origine curda o circassa, che facilmente seppe imporsi su ognuno di questi piccoli sultanati, formando un unico grande Stato che andava dall'Egitto all'odierno Iran. Ma questo Stato non seppe organizzarsi come i precedenti e fu decimato continuamente dalle lotte interne, delle quali approfittarono i Turchi ottomani, mercenari provenienti dal Turkestan.
Gli Ottomani vinsero i Mamelucchi nel 1516 a nord di Aleppo, in Siria, e l'anno seguente il sultano turco Selim I strappò a questi anche l'Egitto.
Il governo del nuovo signore non fu benefico per la Giordania, che fu definitivamente esclusa dalle vie carovaniere e fu annessa assieme alla Palestina al vilayet di Beirut. Per quasi settecento anni la sua storia corrispose a quella dell'Impero ottomano.

## Periodo contemporaneo (1875-...)
Gli storici sono soliti indicare come "Periodo contemporaneo giordano" un lasso di tempo che va dagli accordi di Istanbul del 1525 ad oggi, ma a molti ciò sembra sbagliato. In questa sede si tratta questo argomento partendo dal 1875, seguendo la tradizione occidentale, che parla di "Storia contemporanea della Giordania" dalla nascita dell'identità Araba.

### La Giordania nell'Ottocento (XIX secolo)
Nel 1800 andò maturando in molti Paesi di lingua e cultura araba il desiderio dell'indipendenza economica, politica e culturale dall'Impero ottomano, che stava decadendo. Furono in un primo tempo pochi intellettuali, influenzati dal nazionalismo di molti Paesi europei, a sognare il riconoscimento di un'identità araba, ma poi a loro si unirono anche molti studenti, soprattutto in Egitto ed in Libano.
Negli stessi anni gli intellettuali ebrei residenti in Europa maturavano il progetto di avere un loro Stato, arrivando a fondare per questo scopo nel 1897 un'organizzazione vera e propria. Anche in Palestina ed in Giordania i pochi ebrei residenti sognavano di poter vivere in uno Stato tutto loro, specialmente in Palestina, dove rappresentavano il 12% della popolazione complessiva.
Nel corso dell'Ottocento il governo ottomano s'impegnò in notevoli miglioramenti delle infrastrutture, anche per compiacere gli intellettuali avversi all'Impero, che erano sempre più numerosi; in questo modo la Giordania uscì dal suo lungo periodo di crisi ma ciò non impedì che gli sceicchi giordani si unissero più volte a quelli arabi per ribellarsi al sultano.
Nel 1876 fu concessa la costituzione, che fu approvata dal sultano solo nel 1908, solo in seguito alle violente proteste dei Giovani Turchi, gruppi di ufficiali nazionalisti. Le varie province dell'Impero, Giordania compresa, furono solo da allora rappresentate in Parlamento.
Nel 1900 il sultano, riprendendo un progetto del 1890, ordinò la costruzione di una ferrovia che facilitasse il transito dei pellegrini da Damasco alla Mecca: la strada ferrata, ultimata nel 1908, permise alla Giordania, attraverso la quale passava, di iniziare la sua ripresa economica. Sui binari della neocostruita ferrovia transitarono pellegrini diretti alla Mecca ma, soprattutto, fosfati, risorsa essenziale della precaria economia giordana.

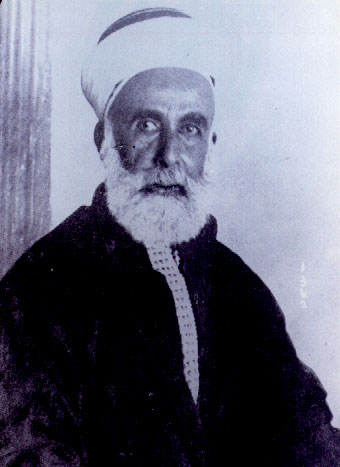
Husayn b. ʿAlī fu tra i fautori della rivolta araba, che lanciò nel 1916. Nel 1917 si proclamò Re del Hijaz, che sopravvisse sino al 1924

### La rivolta araba (1916-1918)
Al-Husayn b. ʿAlī nacque ad Istanbul nel 1853 e fu sceriffo ed emiro della Mecca dal 1908 al 1917: fu uno dei fautori della rivolta araba, a cui diede inizio nel 1916.
La rivolta fu guidata in Giordania dai suoi due figli, ʿAbd Allah e Faysal, entrambi destinati a diventare capi di Stato. Essi ebbero il sostegno finanziario della Gran Bretagna, impegnata a combattere la prima guerra mondiale contro la Germania e l'Impero ottomano. I britannici assicurarono ai tre la sovranità su un Impero arabo che andasse dall'Egitto alla Persia, escludendo però i possedimenti di Sua Maestà nella Penisola araba e in Siria. Fu così che al-Husayn divenne il capo ufficiale della rivolta araba.
Il 2 ottobre 1918 l'esercito ottomano, supportato da quello tedesco, fu respinto da Damasco, mentre in Mesopotamia il generale statunitense Marshall infliggeva continue pesanti perdite ai turchi; il 31 ottobre dello stesso anno fu firmato un armistizio che sanciva la perdita, da parte dell'Impero ottomano, di tutti i territori fuori dell'Anatolia.
Uno dei più noti personaggi della rivolta, l'inglese Thomas Edward Lawrence, conosciuto come Lawrence d'Arabia, fu attivo soprattutto in Giordania. Il 6 luglio 1917 conquistò il porto di ʿAqaba alla guida di un contingente arabo. Rimase in Giordania sino al 1919, vivendo per molto tempo nel castello del Walid, uno dei tre Castelli del deserto, e raccontando queste sue esperienze nel libro I sette pilastri della saggezza, preziosa fonte sulla rivolta araba.

### Il mandato britannico e l'indipendenza della Transgiordania (1919-1946)

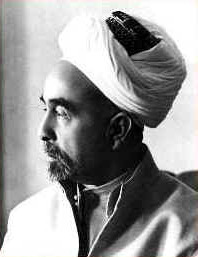
L'emiro ʿAbd Allāh I, a cui il Ministro delle Colonie britannico Winston Churchill nel 1921 decise di affidare la Transgiordania, a cui era stato imposto il Mandato britannico dopo la rivolta araba

Tra il 1919 ed il 1922 Francia e Gran Bretagna stabilirono una serie di accordi per la ripartizione del Vicino e del Medio Oriente: il Libano e la Siria furono posti sotto mandato francese, la Palestina, la Transgiordania e l'Iraq sotto quello britannico. Un accordo segreto stabiliva inoltre che il Sultanato del Najd e lo Hijaz, uno Stato vicino alla Giordania, nel quale aveva combattuto Lawrence d'Arabia, sarebbero divenuti possedimenti di al-Husayn.
Nel 1921 Winston Churchill, all'epoca Ministro alle Colonie britannico, divise la Palestina dalla Giordania con una linea di confine che andava dal Giordano al porto di Aqaba, affidando la porzione orientale, la Transgiordania, all'emiro ʿAbd Allāh, il figlio di al-Husayn, capo della rivolta araba. Il nuovo re avrebbe però dovuto rendere conto delle proprie decisioni ad un commissario britannico. All'epoca la Giordania contava non più di 40.000 abitanti, di cui solo il 20% risiedeva nelle poche grandi città. Nel 1928 fu promulgata la prima costituzione. I britannici mantennero una presenza militare e il controllo degli affari esteri.
Nei Paesi arabi andavano formandosi forti tensioni nei confronti dei diversi movimenti sionisti, che continuavano a chiedere una patria ebraica. Essi vedevano nella Palestina ed in Gerusalemme la loro patria naturale, ma gli Arabi non intendevano permettere che i sionisti s'insediassero in quella terra. Lo sterminio e la persecuzione che dal 1933 Hitler adottò nei confronti degli ebrei in Germania e negli Stati occupati dai nazisti, li spinse a fuggire in Palestina. Dal 1937 al 1938 la Gran Bretagna tentò di mediare un accordo tra i palestinesi ed i nuovi arrivati, senza però ottenere minimi progressi. Scoppiata la seconda guerra mondiale, ancora più ebrei giunsero in Palestina, formando truppe che sostennero l'esercito inglese durante il conflitto.
Nel 1945 nacque la Lega araba, che all'epoca comprendeva Egitto, Iraq, Transgiordania, Libano, Arabia Saudita, Siria e Yemen (gli stati fondatori). 
L'emirato di Transgiordania raggiunse la piena indipendenza dal Regno Unito il 17 giugno 1946, in conformità con il trattato di Londra.

#### Dal primo conflitto con Israele all'assassinio di Re ʿAbd Allāh (1948-1951)

Confini del Piano di divisione dell'ONU per la Palestina: in verde la Cisgiordania occupata dalla Transgiordania, e la Striscia di Gaza, dall'Egitto

Nel 1948 i britannici, rimesso all'ONU il loro mandato sulla zona al 14 maggio, lasciarono la Palestina e fu dichiarata la nascita dello Stato d'Israele. Egitto, Siria, Libano, Transgiordania ed Iraq, indignati, invasero il neonato Stato nello stesso anno, ma ci fu un'inattesa reazione da parte del piccolo esercito israeliano, che inflisse pesanti perdite ai nemici. Glubb Pascià, un comandante britannico, guidò le truppe giordane nel conflitto, uscendone vittorioso (unico tra tutti i comandanti degli eserciti arabi), prendendo possesso della Cisgiordania e di Gerusalemme Est.
La guerra non durò che un mese e l'ONU, avendo visto il totale fallimento delle Nazioni arabe, propose una ripartizione territoriale che fu accettata solo da Re ʿAbd Allāh, che ottenne così la Cisgiordania e una parte di Gerusalemme. 
La Transgiordania, annessa illegalmente la Cisgiordania, nel 1949 fu ribattezzata Regno di Giordania (ufficialmente Regno Hascemita di Giordania). Gli altri Capi di Stato arabi avevano rifiutato il trattato accusando ʿAbd Allāh di aver tradito la causa palestinese. Nel 1951 il sovrano fu assassinato a Gerusalemme Est mentre usciva dalla Moschea di Omar, dove si era recato per pregare.

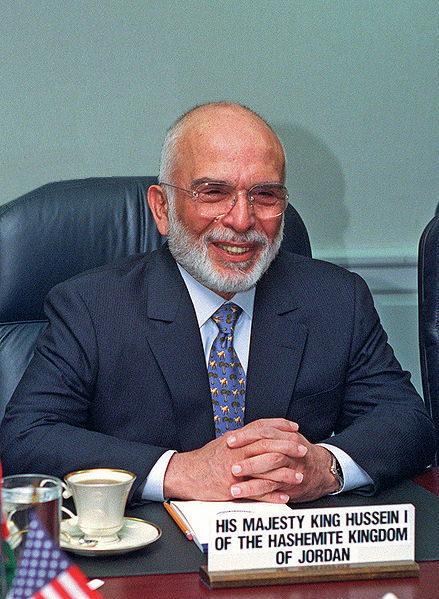
Re Husayn ha governato la Giordania dal 1952 sino alla morte nel 1999 affrontando le situazioni più complicate della storia di questo Paese

### Re Husayn (1952-1999)
Morto Re ʿAbd Allāh, suo figlio Talal fu eletto re di Giordania ma, poiché soffriva di schizofrenia, dovette abdicare dopo un solo anno di regno nel 1952 in favore del giovane figlio Husayn, appena diciottenne. Il 14 dicembre 1955 la Giordania entrò nell'ONU.

La Giordania dopo lo scambio di territori con l'Arabia Saudita (in rosso i territori ceduti, in verde quelli ricevuti)

Nel frattempo il Parlamento giordano terminava la stesura di una nuova costituzione, poiché il modello del 1928 era stato bocciato. La neonata costituzione durò sino al 1967, quando fu soppiantata dalla legge marziale.
Re Husayn nacque il 14 novembre 1935 ad Amman e fu il primo sovrano giordano a non essere nato alla Mecca. Divenne re l'11 agosto del 1952, ma fu incoronato il 2 maggio del 1953. Il suo primo importante provvedimento fu l'unione federale con l'Iraq, all'epoca governato dal cugino Faysal II, che fu poi sciolta per l'uccisione del sovrano iracheno, vittima di un golpe. Nello stesso anno l'Egitto tentò di rovesciare la monarchia in Giordania, fallendo poi a causa dell'intervento britannico.
Re Husayn favorì l'apertura del suo Stato verso l'Occidente, ottenendo in cambio aiuti dagli Stati Uniti, che favorirono un ritorno alla crescita dell'economia dal 1961 al 1964.
Nel 1965 l'OLP (Organizzazione per la Liberazione della Palestina) causò problemi di ordine pubblico in tutta la Giordania, costringendo Re Husayn a prendere posizioni repressive nei confronti degli immigrati palestinesi provenienti da Israele. Nello stesso anno furono ridisegnati i confini di Giordania e Arabia Saudita (vedi cartina).
Nel 1967 la Giordania prese parte alla Guerra dei sei giorni contro Israele, uscendone nuovamente sconfitta e perdendo per decisione dell'ONU la Cisgiordania e Gerusalemme.
Per riguadagnare popolarità presso i suoi sudditi, Re Husayn iniziò una politica interna di dialogo con i giordani, ma la situazione andava peggiorando: nel 1970 i guerriglieri palestinesi tentarono di rovesciare la monarchia ed al re, imponendo la legge marziale, non rimase che dare carta bianca ai militari per fronteggiare gli scontri. Per la feroce repressione il mese di settembre di questo anno è passato nella Storia palestinese con il nome di Settembre nero. Il conflitto armato si concluse nel 1971.

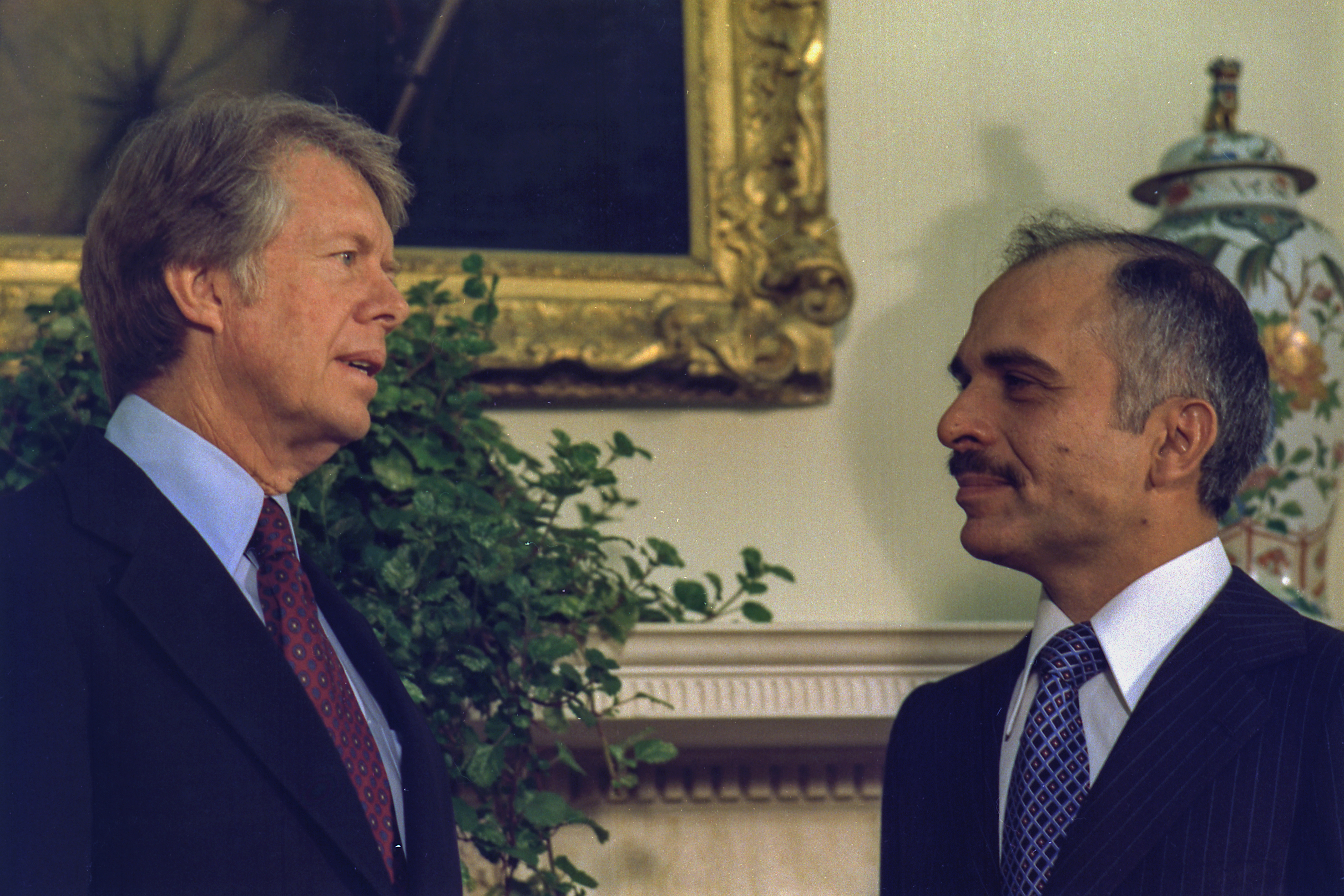
La politica di Re Husayn fu definita "opportunista", poiché seppe governare nelle situazioni più complicate senza inimicarsi le grandi potenze occidentali (nella foto: incontro con il presidente statunitense Jimmy Carter - a sinistra - alla Casa Bianca nel 1977)

La Giordania tentò di recuperare i propri territori combattendo anche la Guerra dello Yom Kippur nel 1973, ma ne uscì ancora una volta sconfitta. L'anno successivo fu riconosciuta all'OLP la rappresentanza dei diritti dei Palestinesi e così Husayn dovette rinunciare ad ogni pretesa sulla Cisgiordania.
Nel 1979 furono risanati i rapporti con l'Egitto.
Nel 1980 scoppiò la Guerra tra Iraq ed Iran e Re Husayn si dichiarò alleato dell'Iraq, con il quale aveva stipulato patti vantaggiosi per l'acquisto del petrolio, che in Giordania ha sempre scarseggiato, mentre la Siria sostenne l'Iran.
L'esercito giordano e quello siriano si schierarono lungo il confine tra i due Paesi, ma l'intervento mediatore dell'Arabia Saudita, che non aveva interesse che quei due Stati si combattessero così vicino al suo territorio, evitò il peggio.
Nel 1986 la Giordania recise ogni legame politico con l'OLP, rinunciando nel 1988 ad ogni pretesa sulla Cisgiordania. Indebolito da molti problemi economici, il governo giordano decise di non prendere posizione riguardo all'invasione irachena del Kuwait, rimanendo neutrale.
Re Hussein si propose come mediatore per la soluzione della crisi, ma dovette rinunciare a questo ruolo nel 1991 a causa della grave crisi economica e sociale seguita all'arrivo in Giordania di oltre 800.000 rifugiati, molti dei quali stabilitisi ad Amman.
Re Husayn decise di avviare una serie di riforme significative a partire dal 1991. La sua prima grande decisione fu togliere il bando all'attività dei partiti, in vigore dal 1963, e di revocare la legge marziale. Prese inoltre la significativa decisione di partecipare ai colloqui della Conferenza di Madrid, quando s'incontrarono ebrei e palestinesi. Tre anni più tardi Israele e Giordania stabilirono un accordo sulla collocazione del confine, sulla spartizione dell'acqua del Giordano e sui rifugiati palestinesi, problema questo che aveva segnato la vita politica giordana per molti anni.
Tuttavia questi accordi in realtà segnarono solo una maggiore apertura verso il dialogo, poiché Israele non rese la Cisgiordania a Re Husayn, continuò a trattenere per sé 2/3 dell'acqua del Giordano e non mutò molto la sua politica nei confronti degli emigranti palestinesi.
Il 25 luglio 1994 Re Husayn incontrò a Washington Yitzhak Rabin, Primo Ministro di Israele dal 1992. I due con questo incontro posero le basi per la pace, che fu siglata il 26 ottobre, tra i due Paesi.
Quando Rabin morì assassinato nel 1995, Re Husayn, per rendergli omaggio, tornò per la seconda volta nella sua vita nella parte israeliana di Gerusalemme.
Da allora fu mediatore tra l'OLP e lo Stato d'Israele, il quale alla sua morte, avvenuta nel 1999, lo riconobbe come un uomo a cui interessava solo la pace.

#### Gli anni novanta per l'economia giordana
Dopo un lungo periodo di crisi l'economia giordana iniziò ad acquistare peso sul mercato internazionale grazie all'esportazione dei fosfati. Nel 1993 nacque la JPMC, la compagnia nazionale per l'estrazione dei fosfati, che ogni anno mette sul mercato 5, 8 milioni di tonnellate della preziosa materia.
Nello stesso anno nacque anche la Jordan Steel, la compagnia nazionale per l'estrazione dell'acciaio, entrata pienamente in funzione però solo nel 1996; da allora la compagnia produce circa 300.000 tonnellate annue, vendendo soprattutto a Russia ed Ucraina.
Per il Paese è stata importante anche la fondazione della Compagnia Giordana per il Tabacco e le Sigarette nel 1993, le cui azioni sono oggi le più quotate sulla borsa di Amman.
Il turismo, risorsa essenziale, iniziò ad essere più consistente a partire dalla fine degli anni ottanta: l'allestimento nel 1989 dell'importante e suggestivo sito archeologico di Petra come set per il film Indiana Jones e l'ultima crociata diede fama internazionale alla Giordania attirandovi un notevole flusso turistico.
Negli anni novanta sono iniziati i lavori per valorizzare al meglio il turismo, fondando la polizia turistica ed ampliando l'aeroporto Queen Alia.

### Re ʿAbd Allāh II (1999-...)

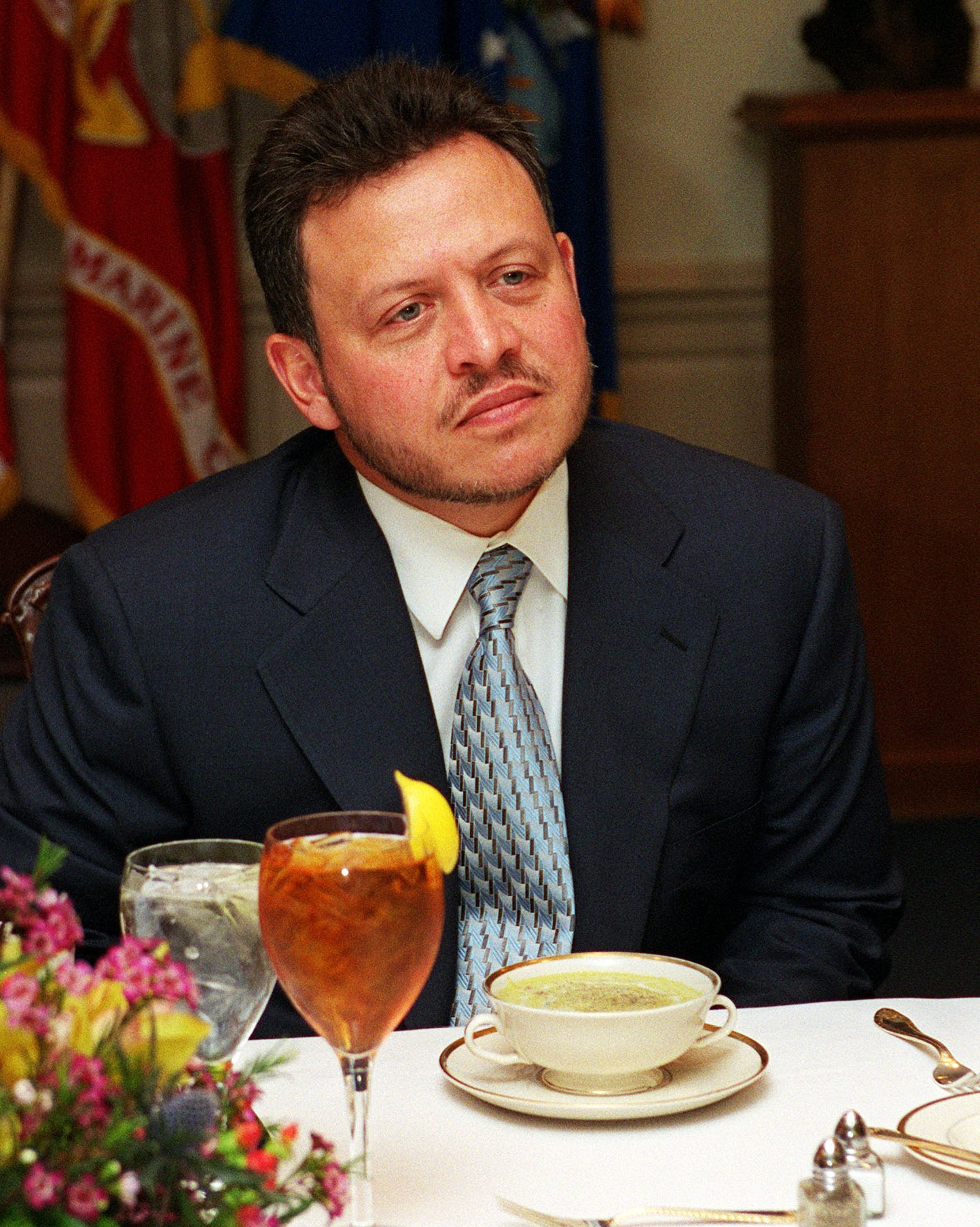
Re ʿAbd Allāh II ha ereditato la corona dal padre Hussein nel 1999, da allora governa la Giordania.

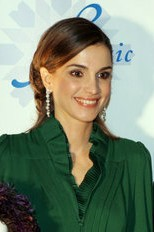
I rapporti con i Palestinesi sono migliorati con il matrimonio tra re ʿAbd Allāh e Rania al-Yasin

ʿAbd Allāh II, attuale re di Giordania, ereditò la corona dal padre Husayn il 7 febbraio 1999. Nacque dal secondo matrimonio di Re Husayn con Antoinette Avril Gardiner nel 1962 ad Amman. Studiò in Gran Bretagna e negli Stati Uniti, entrando nell'Accademia Militare Britannica nel 1980.
Morto Re Husayn, ʿAbd Allāh divenne inaspettatamente re di Giordania, poiché il padre aveva designato come suo successore il fratello al-Hasan; ma prima di morire cambiò il proprio testamento, indicando Abdullah come nuovo sovrano. Abdullah era già il Capo delle Forze Armate, carica a cui dovette rinunciare per ottenere la corona.
Eletto re, subito i rapporti con l'OLP e i palestinesi migliorarono, anche per il suo matrimonio il 10 giugno 1993 con una donna palestinese, Rania al-Yasin, divenuta regina con il marito nel 1999.
Nel 2003 ʿAbd Allāh dichiarò la neutralità della Giordania nella "Seconda Guerra del Golfo", poiché il nuovo conflitto stava aggravando la situazione energetica all'interno del Paese: sino ad allora la Giordania importava dall'Iraq il petrolio a metà prezzo rispetto ai Paesi occidentali. Dal 2008 la Giordania ha iniziato ad importare petrolio a prezzi molto più alti dall'Arabia Saudita.

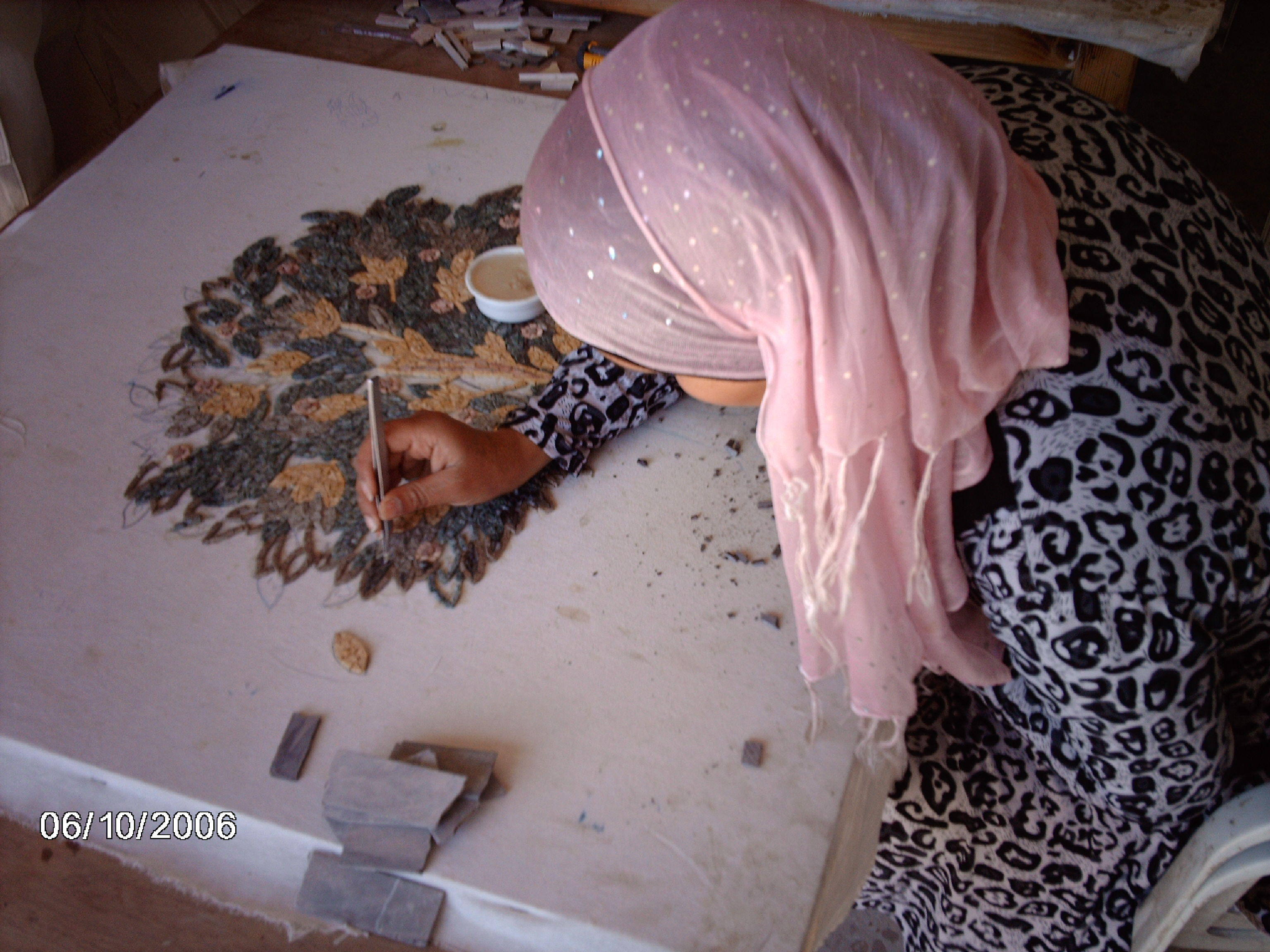
Il turismo in Giordania è ancora il principale fattore trainante dell'economia, che tende a liberalizzarsi. Ancora molti sono gli agricoltori e gli artigiani. (nella foto: una donna lavora alla produzione di un mosaico a Madaba.)

Nello stesso anno sono ricominciati gli arrivi di immigrati iracheni nel Paese, specialmente ad ʿAmmān, dove è divenuto necessario programmare un nuovo piano regolatore, per soddisfare la richiesta di nuove abitazioni. Il Governo ha stabilito nel 2004 che gli edifici destinati agli immigrati non debbano superare i quattro piani.
Poiché il turismo è la forza primaria del Paese, nel 2004 è stata fondata la NTS (National Tourism Strategy) per tutelare gli interessi nazionali. Nello stesso anno il Governo ha autorizzato la liberalizzazione della telefonia mobile, processo concluso nel 2005 con la fondazione ad ʿAmmān della Umnia, la compagnia telefonica principale della Giordania. Nel 2006 i telefoni cellulari nel Paese erano 4,15 milioni.
Attualmente la Giordania conta circa 5,7 milioni di abitanti (censimento del 2007), il 38% dei quali risiede ad ʿAmmān, mentre un altro buon 25-30% popola le altre grandi città.
La maggior parte dei lavoratori giordani (precisamente il 18,6%) lavora nella pubblica amministrazione, nell'istruzione e nelle difesa, il 9,5% nel settore dei trasporti, il 6,3% nell'edilizia, il 3,9% nel campo degli affari, il 2,6% dei cittadini sono impiegati presso alberghi e ristoranti ed i restanti sono principalmente agricoltori ed artigiani (2007).
Nel mese di novembre del 2007 le elezioni parlamentari hanno portato al potere Nader al-Dhahabi, liberista, assieme ai suoi più stretti collaboratori: Ziad Fariz, ministro delle Finanze, Khaled Elshuraydeh, ministro dell'Energia e delle Risorse Minerarie, Osama Dabbas, ministro del Turismo e delle Antichità.
Appena eletto, al-Dhahabi ha dichiarato: nel 2006 c'è stata una lieve ripresa della crescita, ma i problemi burocratici tengono il Paese ancora legato alle difficoltà del bilancio. Noi avvieremo un processo di privatizzazione. Il neonato Governo ha confermato Umayya Tuqan direttore della Banca Centrale della Giordania e l'intenzione di aumentare l'estrazione dei fosfati, risorsa essenziale per le esportazioni giordane.
Uno dei problemi maggiori che il neonato Governo ha dovuto affrontare è il problema della casa: infatti gli stipendi degli impiegati, avendo perso potere d'acquisto a causa della crisi economica, sono troppo bassi per poter comprare casa sia in città che nelle campagne.
Nel novembre del 2009, il re ha ancora una volta sciolto il parlamento a metà del suo mandato. Il mese successivo, ha nominato un nuovo premier per far approvare la riforma economica. Una nuova legge elettorale è stata introdotta nel maggio del 2010, ma alcuni oppositori hanno sostenuto che ha fatto poco per rendere il sistema più rappresentativo. Le elezioni parlamentari di novembre, che hanno consegnato una vittoria schiacciante ai candidati filogovernativi, sono state boicottate dall'opposizione islamica.
Tra il gennaio del 2011 e il novembre del 2012, anche la Giordania è stata teatro di manifestazioni di massa contro la monarchia e l'aumento del prezzo del carburante, in particolare ad ʿAmmān, seppure in misura contenuta rispetto ad altri Paesi arabi.
In risposta a ciò, ʿAbd Allāh ha promesso riforme e nominato in rapida successione vari primi ministri: Ma'ruf Bakhit, ʿAwn Shawkat al-Khasawna, Fayez al-Tarawneh e ʿAbd Allāh Ensūr.

## Storia bellica della Giordania
| Anno      | Conflitto                        | Comandante delle truppe giordane | Perdite      |
| --------- | -------------------------------- | -------------------------------- | ------------ |
| 1916-1918 | Rivolta araba                    | Thomas Edward Lawrence           | -            |
| 1948      | Guerra arabo-israeliana del 1948 | Glubb Pascià                     | 6.000-12.000 |
| 1967      | Guerra dei sei giorni            | Sharif Zaid Ibn Shaker           | 55.000       |
| 1970-1971 | Guerra giordano-palestinese      | -                                |              |
| 1973      | Guerra del Kippur                | -                                | -            |

### Fonti primarie
- Diodoro Siculo (riguardo Petra e i Moabiti)
- Strabone (riguardo Petra e i Nabatei)
- Claudio Tolomeo (riguardo alla Lega delle Decapoli)
- Plinio il Vecchio (riguardo alla Lega delle Decapoli)
- Thomas Edward Lawrence (riguardo alla rivolta araba e ai castelli del deserto)

### Fonti secondarie
- Arte e Storia della Giordania, Rami G. Khouri
- I sette pilastri della saggezza, Thomas Edward Lawrence
- Mon métier de Roi, Re Husayn
- My War with Israel, Re Husayn
- The Antiquities of Jordan, G. Lankester Harding (1960)
- Hussein of Jordan: A political biography, James Lunt (1989)